# Acide euphorbique

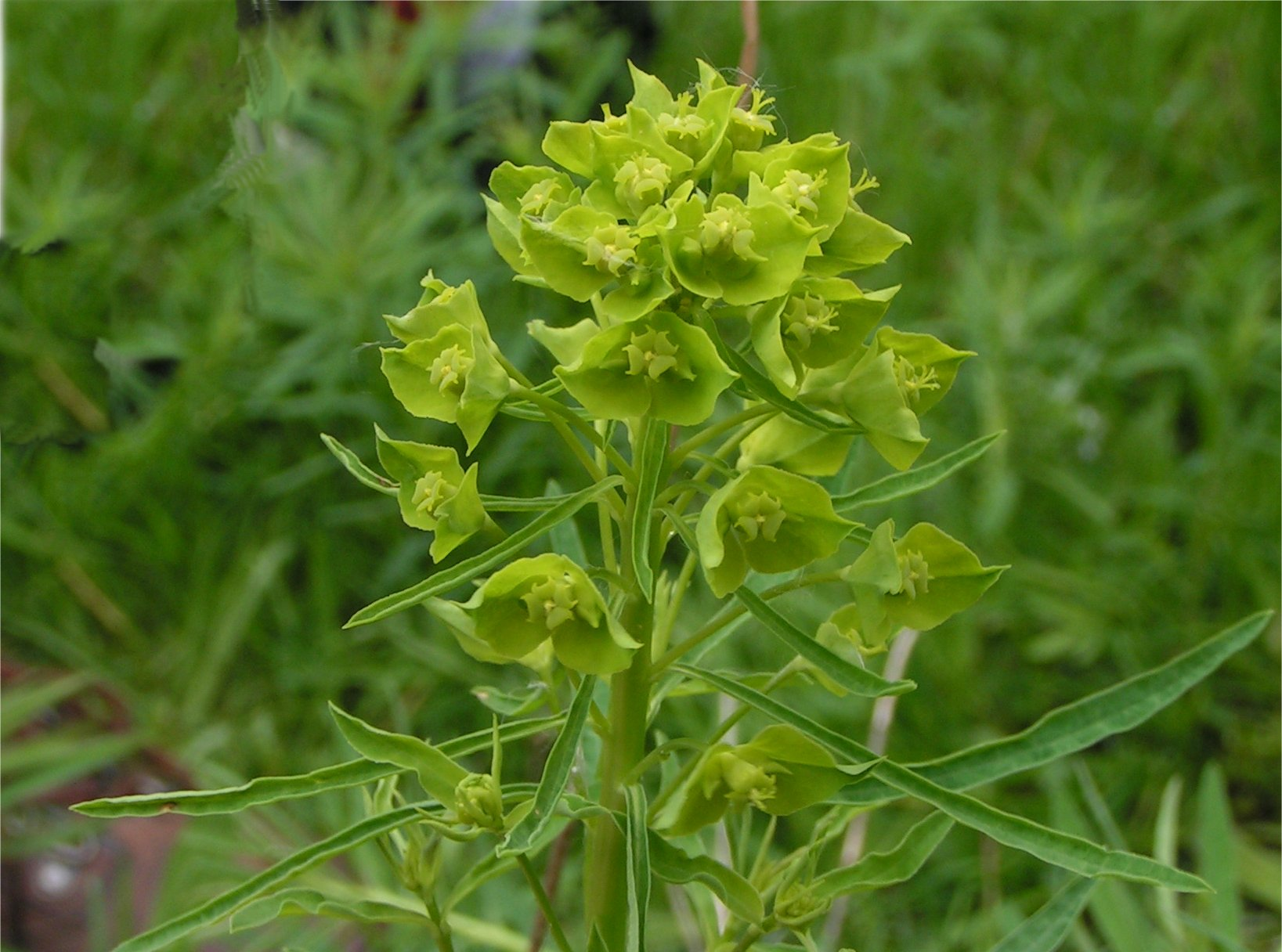
Euphorbia esula

L'acide euphorbique, ou acide euphorbia, est extrait du bourgeon de l'euphorbe Euphorbia esula.
À des doses faibles, quelques dixièmes de milligrammes, l'acide euphorbique est un remède utilisé contre les maladies des voies respiratoires (particulièrement les bronchites). On l'utilise aussi contre les verrues[réf. nécessaire].
Les symptômes de l'empoisonnement à l'acide euphorbique sont vomissements, vertiges, crampes, délires et enfin la mort.